# Damaia
Damaia is een freguesia in de Portugese gemeente Amadora en telt 20 591 inwoners (2001).